# Jul på Kronborg
Jul på Kronborg er en dansk tv-julekalender instrueret af Hans Kristensen og produceret af Nordisk Film TV for DR. Den blev vist på DR1 i 2000 og genudsendt i 2004. I hovedrollerne ses Jesper Asholt, Birgitte Simonsen, Mikkel Hesseldahl Konyher, Mia Jexen og Lars Knutzon. Som navnet antyder, foregår handlingen på Kronborg i Helsingør.

## Produktion
Julekalenderen blev produceret af Nordisk Film TV for DR under ledelse af Martin Miehe-Renard og Michael Bevort. Optagelserne fandt sted fra 17. april til 30. juli 2000. Nogle af optagelserne foregik på selve Kronborg, mens andre af scenerne er optaget i DR's studier på Olof Palmes Allé i Aarhus samt hos Nordisk Film i Valby.
Idéen kom fra daværende rektor på Frederiksberg Seminarium Thøger Johnsen, som fik idéen i sommeren 1997. Manuskriptet blev skrevet af John Stefan Olsen, og Hans Kristensen stod for instruktionen.

## Udsendelse
Julekalenderen blev sendt på DR1 som Børnenes U-landskalender hver dag fra 1. til 24. december 2000 kl. 18, sideløbende med TV 2's også nye Pyrus i Alletiders Eventyr som blev sendt kl. 20.
I oktober 2004 meddelte DR at julekalenderen vil blive genudsendt i december måned samme år, fire år efter dens oprindelige tid på skærm. Dette skete samtidig med at TV 2 genudsendte Alletiders Jul fra 1994 og gjorde derved 2004 til det tredje år efter 2001 og 2002, hvor hverken DR1 eller TV 2 debuterede en ny børne-/familiejulekalender. Genudsendelsen i 2004 blev indledt af den animerede serie Virus, som også indledte genudsendelserne af Nissebanden (1984) i 2001 og Nissebanden i Grønland (1989) i 2002.

## Supplerende udgivelser
Som supplement til tv-julekalenderen blev der i 2000 udgivet en lågejulekalender, som blev solgt i bankerne. Den var illustreret af Mette Brahm Lauritsen, og overskuddet fra salget gik til DANIDA og U-landsorganisationen IBIS til oprettelse af en børneradio i Mozambique.
Efter udsendelsen på tv blev historien den 14. september 2001 udgivet som bog på 236 sider.
Den lågekalender som udkom i forbindelse med genudsendelsen i 2004 var illustreret af Sussi Bech, og overskuddet gik denne gang til Red Barnets klubprojekt for børnearbejdere i Bangladesh.
Den 8. november 2007 blev julekalenderen udgivet i en sammenklippet dvd-udgave.

## Medvirkende
- Jesper Asholt: Far Ulrik Juhl
- Birgitte Simonsen: Mor Laila Juhl
- Mikkel Hesseldahl Konyher: Rasmus Juhl
- Mia Jexen: Julie Juhl
- Kristian Leth: Robert 'Romeo' Meinert Olsen, Karl Gustafsens nevø
- Lars Knutzon: Borgmester/Christian IV
- Klaus Bondam: Kommunaldirektør Karl Gustavsen/Karl X Gustav
- Anders Bircow: Entreprenør
- Anders Baggesen: Nissen Sixten Syvsten
- Max Hansen Jr.: Nissen Hulter
- Peter Gilsfort: Holger Danske
- Peter Jorde: Hamlet
- Allan Olsen: Politibetjent
- Niels Anders Thorn: Elverkongen
- Susanne Breuning: Finansministeren[5]
- Folmer Rubæk: Julemanden
- Holger Munk Andersen: Rigmand Jønsson

## Soundtrack
Sangene fra julekalenderen er udgivet på cd. Udgivelsen blev nomineret til "Årets danske børneudgivelse" ved Danish Music Awards 2001, men det blev soundtracket fra TV 2's julekalender Pyrus i Alletiders Eventyr som vandt prisen.
| 1.  | "Jul i vang og vænge"  | Natasja Crone | 3:37 |
| 2.  | "Huskesang"            | Anders Baggesen, Max Hansen Jr.                                                                                       | 2:52 |
| 3.  | "Da man var lille"     | Mia Jexen | 3:18 |
| 4.  | "Markedsdag"           | Keld Heick | 2:43 |
| 5.  | "Klippe lippe nippe"   | Jesper Asholt, Birgitte Simonsen, Mia Jexen, Mikkel Hesseldahl Konyher                                                | 3:11 |
| 6.  | "Universets kærlighed" | Trine Jepsen, Ole Skovhøj                                                                                             | 3:30 |
| 7.  | "Christian firtal"     | Lars Knutzon | 3:25 |
| 8.  | "Hawaii"               | Birgitte Simonsen | 3:30 |
| 9.  | "Danmark i dit navn"   | Michael Falch | 3:35 |
| 10. | "Vejviseren"           | Anders Baggesen, Max Hansen Jr.                                                                                       | 2:51 |
| 11. | "Gru & gys"            | Mikkel Hesseldahl Konyher                                                                                             | 3:21 |
| 12. | "Jeg kender dig"       | Jesper Asholt, Birgitte Simonsen                                                                                      | 3:49 |
| 13. | "Svenske længsler"     | Anders Baggesen | 3:05 |
| 14. | "Kronborg jul"         | Anders Baggesen, Max Hansen Jr., Jesper Asholt, Birgitte Simonsen, Mia Jexen, Mikkel Hesseldahl Konyher, Lars Knutzon | 2:44 |